# Al nouălea val (pictură de Ivan Aivazovski)
Al nouălea val (în rusă Девятый вал, transliterat: Deveatîi val) este o pictură în ulei realizată în anul 1850 de pictorul rus Ivan Aivazovski. Ea este una dintre cele mai cunoscute picturi ale artistului.

## Pictura
Ea prezintă o mare întunecată cu furtună puternică și în care niște oameni luptă cu valurile pentru a-și salva viața, agățându-se de resturile unui vas distrus, care se scufundă. Razele soarelui luminează valurile uriașe. Cel mai mare dintre ele - al nouălea val, este pe punctul de a se prăvăli peste oamenii care încearcă să scape agățându-se de resturile epavei.
Imaginea prezintă măreția și puterea mării, precum și neputința oamenilor în fața ei. Culorile calde oferă privitorului speranța că  oamenii vor fi salvați.
Acest tablou este numit uneori „cea mai frumoasă pictură din Rusia”.

## Originea denumirii
Titlul picturii se referă la tradiția nautică potrivit căreia valurile devin din ce în ce mai mari până ajung la un val maxim, denumit al nouălea (sau al zecelea) val, după care seria de valuri o ia de la capăt.

## Expunere
Pictura se află expusă la Muzeul Rus din Sankt Petersburg.